# Dubbele windsor

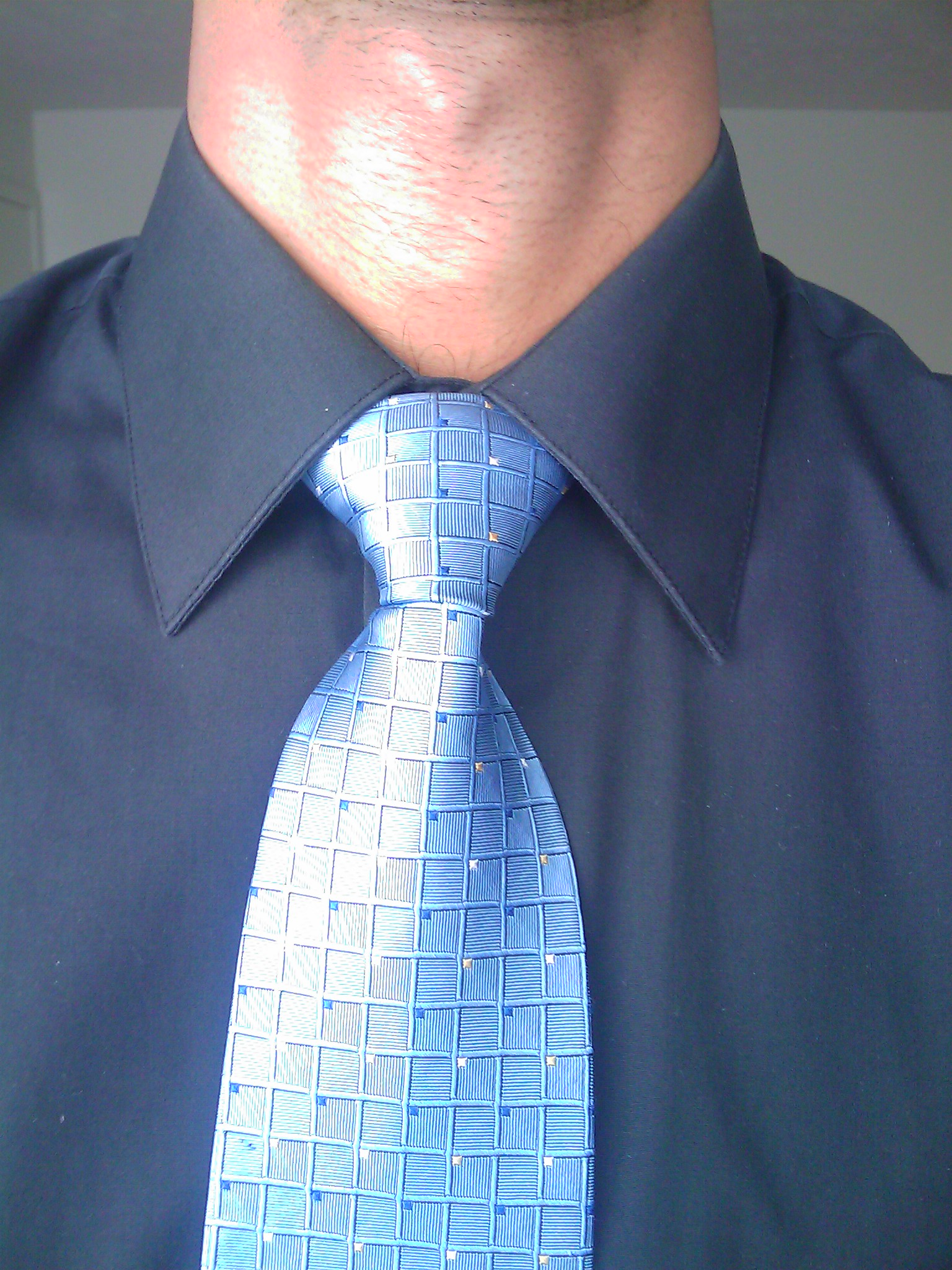
De dubbele windsor

De dubbele windsor (Engels: Windsor of full Windsor) is een beroemde stropdasknoop.

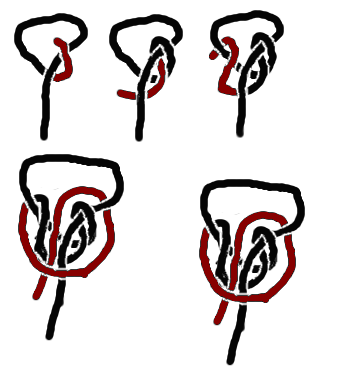
Het knopen van een dubbele windsor

De knoop is genoemd naar de Engelse hertog van Windsor. Hijzelf gebruikte de knoop echter niet. De dubbele windsor is een dikke en wijde knoop, die relatief lastig te knopen is. De knoop komt goed uit onder een wijde boord.
De dubbele windsor is te knopen door de einden van de das te kruisen met het dikkere einde (dat waarmee geknoopt wordt) boven, dit einde van achteraf door de lus te halen, achter het dunne einde langs te slaan en nu van vorenaf door de lus te steken. Ten slotte wordt het dikkere uiteinde voorlangs rond de knoop geslagen en van achteraf ingestoken. (Zie afbeelding hiernaast.)
In de James Bondboeken van Ian Fleming, merkte de spion op dat deze dasknoop "the mark of a cad" (het teken van een ploert) is.